# Лубенцы (Владимирская область)
Лубенцы — деревня в Камешковском районе Владимирской области России, входит в состав Сергеихинского муниципального образования.

## География
Деревня расположена на берегу реки Печуга в 1 км на юг от центра поселения деревни Сергеиха и в 20 км на северо-запад от райцентра города Камешково.

## История
В конце XIX — начале XX века деревня входила в состав Быковской волости Суздальского уезда. В 1859 году в деревне числилось 28 дворов, в 1905 году — 60 дворов.
С 1929 года деревня входила в состав Сергеихинского сельсовета Ковровского района, с 1940 года — в составе Камешковского района, с 2005 года — в составе Сергеихинского муниципального образования.
В 1979 году в деревне было построено новое трёхэтажное здание Сергеихинской средней школы.

## Население
| 1859 | 1905 | 1926 |
| ---- | ---- | ---- |
| 164  | 341  | 496  |

| 1859 | 1905 | 1926 | 2002 | 2010 | 2021 |
| ---- | ---- | ---- | ---- | ---- | ---- |
| 164  | ↗341 | ↗496 | ↘144 | ↗199 | ↘193 |

## Инфраструктура
В деревне расположена Сергеихинская средняя общеобразовательная школа.